# Jundeportes
A equipe de voleibol feminino do Junta Administradora de Deportes de Bogotá (Jundeportes), foi um clube colombiano da cidade de Bogotá, que desenvolveu atividades esportivas e na modalidade do vôlei foi campeão do Campeonato Colombiano de 1991 e semifinalista do Campeonato Sul-Americano de Clubes em 1991 no Brasil.

## Histórico
O Ministério da Educação criou em 1968 o Instituto Colombiano de la Juventud y el Deporte (Coldeportes),com objetivo de executar os planos de estímulo e embasar a educação física, esportes, atividades recreativas e o bem-estar da juventude, então, em 1969 nascia a Junta Administradora de Deportes (Jundeportes) de Bogotá e permaneceu com este nome até 1983, depois passou a se chamar Junta Administradora Seccional de Deportes de Bogotá e perdurou até 1995..

### Voleibol feminino
Em 1991, com nome de Jundeportes-Avianca conquista o título nacional e disputou o Campeonato Sul-Americano de Clubes em Ribeirão Preto, Brasil, a base do time era a seleção de Bogotá e com reforços de outras regiões, se preparando na altitude 2.600 metros, visando as fase semifinal ocasião que conquistou a quarta posição.

### Voleibol masculino
Em 1993, o elenco masculino disputou a o Sul-Americano de Clubes sem a chancela da Confederação Sul-Americana de Voleibol sediado na cidade de São Paulo, Brasil

## Títulos conquistados
Campeonato Sul-Americano de Clubes (0)
| Concorrência                       | Campeão | Vice-campeão | Terceiro posto |
| ---------------------------------- | ------- | ------------ | -------------- |
| Campeonato Sul-Americano de Clubes | 0       | 0            | 0              |

Campeonato Colombiano de Voleibol (1)
| Concorrência                          | Campeão | Vice-campeão |
| ------------------------------------- | ------- | ------------ |
| Campeonato Colombiano de Voleibol (1) | 1991    | ?            |